# キリスト者共同体
キリスト者共同体（キリストしゃきょうどうたい、独：Die Christengemeinschaft、英：The Christian Community、仏：La Communauté des chrétiens）は、またの名を宗教改新運動（しゅうきょうかいしんうんどう、独：Die Bewegung für die religiöse Erneuerung、英：Movement for Religious Renewal、仏：）といい、キリスト的宗教共同体、もしくはキリスト的教会である。ドイツを中心に活動し、現在五大陸全てに教区を持つ、国際的な宗教活動である。その規模や日本での活動に関しては後述する。
それは人々をキリストへと導こうとする道であり、今日という我々の時代が持つ意識とその要求に適応しているものである。その中心には改新された祭儀が在る。
一般によくある誤解であるが、キリスト者共同体はアントロポゾフィー協会の宗教部門ではない。確かにこの道が開かれたのは、霊学或いはルドルフ・シュタイナー（1861-1925）の助けに負うところが大きい。しかし前者はれっきとした宗教的共同体であり、後者からは全く独立している。また後者も宗教とは一切の関わりを持たない。

## 概説
キリスト者共同体は、それを求めている凡ての人々、特に伝統的な教会の道において、キリスト教を見出すことができない人々の為にある。その後両方の団体に属すかどうかはその個人の意思にのみによって自由にかつ自己責任を持って決定される。祭儀以外に取り組んでいる活動は、告知（広報）、魂の世話、そして社会福祉である。
もう一つの名前である宗教改新運動は、宗教のみならず、宗教を通して人間の人生における全ての領域を改新しようというものであることを示している。

## 礼拝
キリスト者共同体の中心に存在するものは礼拝、即ち人間聖化式である。この礼拝の名は差し当たり不慣れなものである。しかし同時にそれは、それが何であるかを示している。それは参列した人々を、生き生きとキリストの世界に結びつける行為（儀式）なのである。
人間聖化式は、その国の言葉で、祭壇の前で司祭によって執り行われる。聖餐においては「二つの形姿」（パンとワイン）が授けられる。
四つの中心的構成要素―告知、供犠、変容、統合―の厳粛なる執り成しは、その儀式が、数百年前のミサと同じ啓示の源泉から流れ出ているものである、ということを示している。四つの中心要素には、祝祭期間に応じた祈り（エピステル）、説教、クレド（信条文）、我らが父よ（主の祈り）、そして当然のことながら聖歌と音楽が共にある。
祭壇の色と、司祭の服装の色は、キリスト的祝祭の巡りに応じて変化する。言葉、聖具、色、かたち、それら全ては、霊的な現実なのである。それらは目で見える世界に働き掛けているものであり、同時に神的なものがそこに居合わせている、ということを示している。
この礼拝は、全ての者に開かれており、誰でも参加することが出来る。

## サクラメント
サクラメントは再び、その本来的な七という数字を含んでいる。
- 洗礼式（幼児洗礼、14歳まで）
- 堅生式（14歳）
- 対話のサクラメント（個人の運命への働き掛け）
- 人間聖化式（聖餐と共に、14歳以上）
- 結婚式
- 司祭聖化式
- 終油式

サクラメントは、人生の重要な瞬間（例えば、洗礼や堅生式）や、個人的な決断の時（例えば、対話のサクラメント）に、復活者の力を呼び寄せる。
それ以外の儀式も存在する。例えば、日曜子供礼拝式や、葬儀がそれである。
洗礼には二人の霊父・霊母が必要であり、婚礼には婚礼立会人が必要である。対話のサクラメントは、何よりも先ず人間の自己責任能力を強める為にある。司祭聖化式は、男性に対しても女性に対しても同様に執り行われ、按手の伝統を受け継ぐ。

## 聖書
神を理解しようとするとき、キリスト者共同体は新約聖書の豊富な内容に支えられている。そこにはイエス・キリストが、人間になった神の子として書かれている。彼は、人間を覆い尽くす罪の重さから解放する為に、十字架の上で死に、復活を体験した。彼は自らの共同体に、この道を進もうとする者を呼び寄せた。この点においてキリスト者共同体は、恐らく独自の表現形式を持っているであろう、しかし神学的に特別な財産は、持ち合わせていない。
キリスト者共同体は、拘束的な聖書解釈を持たない。また、それは確かに独自の翻訳を作成したが、それにも拘らず拘束的な聖書の翻訳は存在しない。キリスト者共同体は、聖書を、修行の為の本であると理解している。その内容は、内的な生活において永続的に係わり続けることで、初めて理解可能なものとなる。そのことを通して、今なお続いているものとして啓示が体験される。
このように聖書の内容を理解するに当たって、その意味を明確にする為には、いかなるものも用いられる。それは、哲学であったり歴史であったりするし、またその他の手段であっても構わない。シュタイナーの人智学(アントロポゾフィー)が実り多き手段と考えられている。福音書の入門にあたっては、多くの講義や勉強会が開かれ、また豊富な数の関連図書もある。（ただし、日本語に訳されているものの数は未だ多いとはいえない。）
教区（集会）の信仰内容は、人智学の研究結果ではないとされる。

## 教義と告知
キリスト者共同体ほど多くの、講義、考察、説教、講座、または意見交換会を持った教会は、珍しいであろう。また、人間聖化式においても説教は欠かせないものである。出版物―本や、雑誌『ディ・クリステンゲマインシャフト』（ドイツ語）、『礎』など―は、それらを更に補う。何故なら、祭儀と福音の中に居る復活者は、自らについて考えられ、理解されることを望んでいるからである。そして、人間の人生における全ての領域を、彼が如何に実り豊かなものにしてくれるか、を明らかにする為には、充分すぎることはない。
キリスト者共同体は、キリストの使命という枠内において、教えに関しての拘束力のある見解や権威は持ち合わせていない。教える者は常に、自らの言葉が持つ真実の如何について、自己責任を負っている。

## 未成年に対する活動
キリスト者共同体は、サクラメントと授業によって、子どもたちが後の年代にキリストを意識的に人生の中で体験できる様に、身近なものにしたいと思っている。洗礼や堅生式、子どもの礼拝、宗教授業などは、この目的の為に行われる。祝祭ごとに集会で行われる行事への参加は自由である。
洗礼と堅生式を以ってしては未だ、キリスト者共同体の成員と見做されない。この一歩は、後の人生において自らの力で為されなければならない、としている。

## 成員
或る者は幼少時代から集会の中で育ち、また或る者は後の年代にそれを発見し、暫くの間客として留まる。何れの場合も同様に、或る問いに対して自ら責任を以って決断を下さなければならない。それは、自らを共同体と同一視しそれを支え、また金銭的に援助しようと望むか否か、という問いである。成員の受け入れは、司祭との対話によって為される。成員になる者は、自らそれを明言し、司祭によって認められる。成員になるということは、全キリスト者共同体において有効なものであり、それは一つの集会において実現されるものである。それはしかし、何の権利も伴わない。そしてそれは融合への内的な過程であり、原則的に解消する事は不可能である。

## 死
新約聖書や、全ての教会の教えは、人間の霊は死後、霊的な存在へと移行すると述べている。そして地上における人生の内で、何が足らなかったもので、何が実り豊かなものだったかを、神の光が明らかにする。体の死滅とは、死の一側面に過ぎない。故にキリスト者共同体は、死にゆく人間に対して入念に付き添う。懺悔の対話、聖体拝領、終油式によって死を全うに迎えることができるようになる。葬儀と埋葬・火葬の儀式は、体から出てゆく魂を、霊界へと導くものである。人間聖化式によって死者は、集まった集会の仲間達に結び付けられる。
葬儀は、成員・友の会員という制度に縛られていない。

## 司祭
司祭は、現在シュトゥットガルト、ハンブルク、シカゴにあるキリスト者共同体の自由大学（司祭学校）で、凡そ四年に亘る教育課程を経て養成される。学校運営にあたっては、個々人に適した個別の教育指導が重視され、生徒には多くの示唆が与えられる。理論的な専門講座に加えて、哲学、人智学、自然科学、芸術活動、社会奉仕活動など、多くの分野が職業教育には含まれる。キリスト者共同体の総責任者が、この職業教育に続き、司祭就任への許可を与え、司祭聖化式を執り成す。司祭聖化式は、男女平等に執り行われる。
集会での活動において司祭は、成員と共に様々な責任を負う。司祭は集会に派遣され、本業として活動する。

## 組織構成
キリスト者共同体は、独立した集会（ゲマインデ）から成り立っている。集会は自らを秩序付け、また自らの有機体を形成する。サクラメントの共同体という意味における全てのものに関して、集会の司祭は発展させる責任を負う。幾つかの集会が集まり、ひとつの地域代表に属する。
司祭集団は、新しいヒエラルキー構造を持っている。複数の司祭を地域代表が統率し、複数の地域代表の上に三人の代表が立ち、そこに総代表という一つの役職と権威が伴う。彼等は、各集会がひとつの独立した全体として、互いに活動しあえるような運営をする。ただし、教え、魂の世話、集会の経営等に対しての発言権は一切持たない。

### 総代表
歴代の総代表は、以下のとおりである。
- 1922年-1938年:フリードリッヒ・リッテルマイヤー Friedrich Rittelmeyer
- 1938年-1959年:エミール・ボック Emil Bock
- 1959年-1986年:ルドルフ・フリーリンク Rudolf Frieling
- 1986年-2005年:タコ・バイ Taco Bay
- 2005年以降　　:ヴィッケ・フォン・ベーア＝ネーゲンダンク Vicke von Behr-Negendanck

## 歴史と広がり
キリスト者共同体は1922年に設立された。その誕生の瞬間は、最初に執り行われた人間聖化式である（1922年9月16日）。
準備期間と設立の間創始者達は、ルドルフ・シュタイナーから極めて重要な提案と援助を享けた。彼はその集団に属することなく、司祭たちに1925年の自らの死まで助言を与え続けた。創始者のうちで代表的なものとして、フリードリッヒ・リッテルマイヤー、エミール・ボック、ルドルフ・フリーリンクの三人の名前が挙げられる。彼らは第一次世界大戦[1914-18]の後ルドルフ・シュタイナーに、教会的な生活に根本的な改新を与えることが可能か、そしてそれを自らも助ける事ができないか、と問うた。その様に設立当初から、キリスト者共同体は霊的にも組織的にも、古い教会の形式と連盟からは独立している。キリスト者共同体は、キリスト教の宗教改革的な精神を受け継いでいる。
ドイツ語圏の国以外に、北欧諸国、フランス、イギリス、アメリカ合衆国、カナダ、ベルギー、オランダ、チェコ・スロバキア、南アメリカ諸国、南アフリカ、ニュージーランドとオーストラリア、などに集会があり、また世界の諸地域で、多くの人が集会の設立の準備をしている。
日本では十年以上の準備期間を経て、2000年の6月、東京集会が正式に設立された。

## 規模
その活動は確かに世界各地に広まっているが、その規模（ここでは単純に信者の数）はそれほど大きなものではない。キリスト者共同体は積極的に広報活動はするものの、通常の意味に於ける宣教や布教に当たる活動はしていない。共同体は飽くまで広げるものではなく、育つものだというスタンスを取り、信者獲得に熱心ではない。このような事情により、活動全体に何人の人間が関わっているかという事は、総合責任者さえも数値的には明確に把握（例えばカトリック教会はかなり正確に把握出来ている）していないのが実情である。
このような背景を踏まえて、信者（日本では成員と呼ばれている）と未だ信者ではないが集会を経済的に支えている人々（日本では友の会員と呼ばれている）の総数は世界全体て十万人規模であると予想されている。上にも述べたように、キリスト者共同体は洗礼や堅生式を享けた者が即ち信者であるとは見なさない為、そこに関わっている（宗教的な）未成年者は全てこの数に含まれていない。

## TIPS
- ドイツの児童文学者ミヒャエル・エンデの葬儀はミュンヘンのキリスト者共同体で執り行われた。